# Schodiště

Schodiště

Schodiště je šikmá nosná konstrukce (stavební prvek) sloužící k propojení jednotlivých podlaží nebo k pěšímu překonání určitého výškového rozdílu. V závislosti na následném využití schodiště je potřeba naplánovat a vhodně zvolit použité materiály a další specifikace, jakými jsou výška stupně, nebo šířka schodnice, sklon, průchodná a podchodná výška a další. Kromě těchto schodišť (interiérových nebo exteriérových) existují také schodiště jako samostatné venkovní stavby (viz např. Seznam schodišť v Praze).
Je také prvek zahradní architektury používaný v sadovnické tvorbě.

## Názvosloví
- 1 – podesta

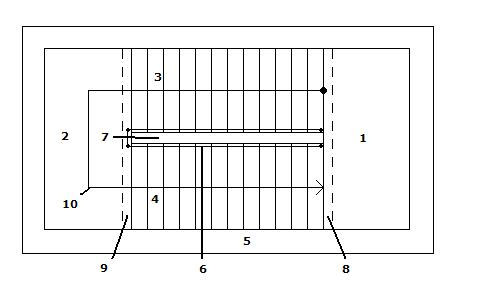
Schéma (půdorys) dvojramenného schodiště

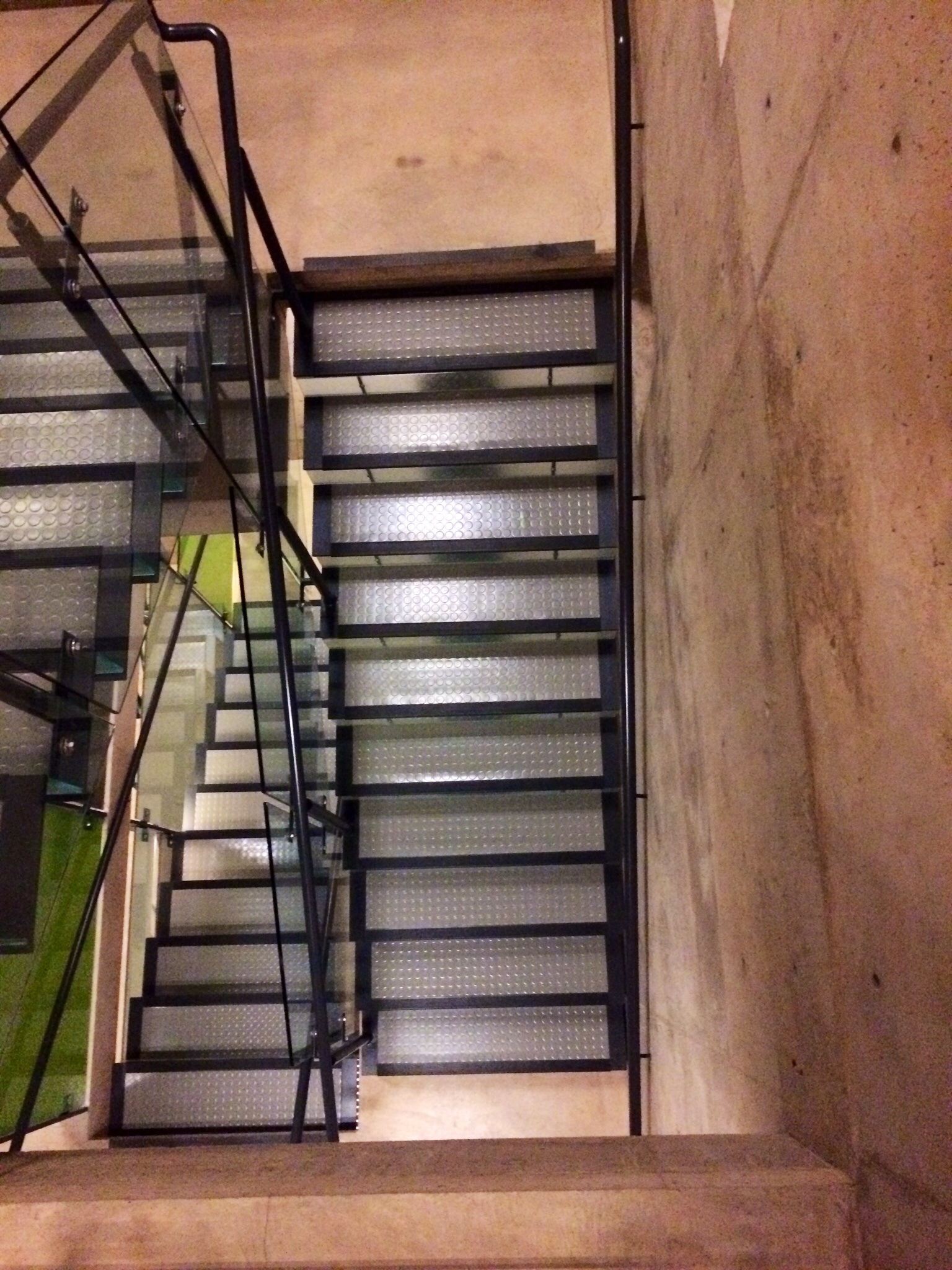
Dvojramenné schodiště
(pohled shora)

- 2 – mezipodesta (odpočívadlo) – spojuje jednotlivá schodišťová ramena ve stejné výškové úrovni
- 3 – nástupní rameno
- 4 – výstupní rameno
- 5 – schodišťová zeď – omezuje schodišťový prostor a často jsou použity jako nosné konstrukce schodiště
- 6 – zábradlí
- 7 – zrcadlo – prostor mezi nástupním a výstupním ramenem, může být volný či vyzděný
- 8 – jalový stupeň – první, nástupní stupeň schodišťového ramene, který je zabudovaný do podesty
- 9 – ukončovací stupeň – poslední, výstupní stupeň schodišťového ramene, který je zabudovaný do mezipodesty nebo podesty
- 10 – výstupní čára – pomyslná čára, která spojuje přední hrany schodišťových stupňů v teoretické ose výstupu

### Další pojmy
- schodišťové rameno – šikmá konstrukce o nejméně 3 schodišťových stupních, která spojuje dvě různé výškové úrovně
- schodnice – šikmý nosník podporující schodišťové rameno nebo schodišťové stupně
- schodišťový stupeň – konstrukční prvek, který umožňuje překonávat určitou výšku a délku jedním normálním krokem
- stupnice – horní vodorovná plocha schodišťového stupně na kterou se našlapuje
- podstupnice – přední svislá plocha schodišťového stupně
- čelo stupně – boční svislá plocha schodišťového stupně

## Výpočty schodišť
Základní normou pro navrhování je ČSN 73 4130 – Schodiště a šikmé rampy (2010), výpočet schodiště se řídí následujícími principy:

### Šířka/výška stupně
Běžné schodiště má sklon 25° – 35° a výšku schodů 150 – 180 mm. Platí pro ně, že šířka (b) a výška (h) stupně se určuje ze vzorce:
2*h+b= (600mm) - 630mm - (až 650mm)

### Podchodná a průchodná výška
Platí že:
- Nejmenší podchodná výška h1 je vypočtena vzorcem

h1=1500+750/cos(alfa) (alfa je sklon schodiště)
nebo 2100 mm pro schodiště v rodinných, bytových domech, chatách a pro pomocná žebříková schodiště do sklonu 50°
nebo 2300 mm pro pomocná žebříková schodiště o sklonu nad 50°
- Nejmenší průchodná výška h2 je vypočtena vzorcem

h2=1500*cos(alfa)+750 (alfa je sklon schodiště)

## Rozdělení schodišť a schodišťových ramen

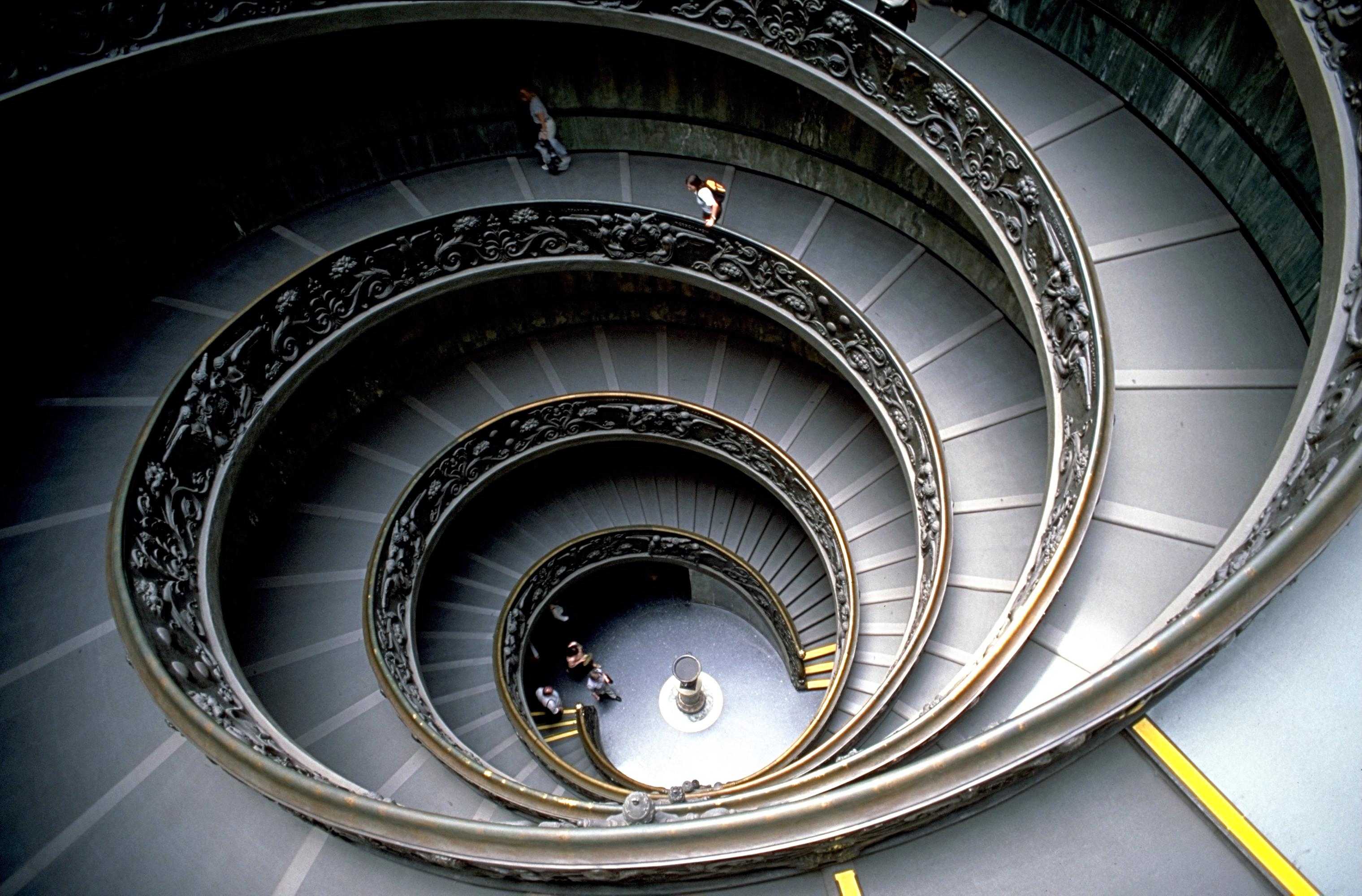
Levotočivé schodiště

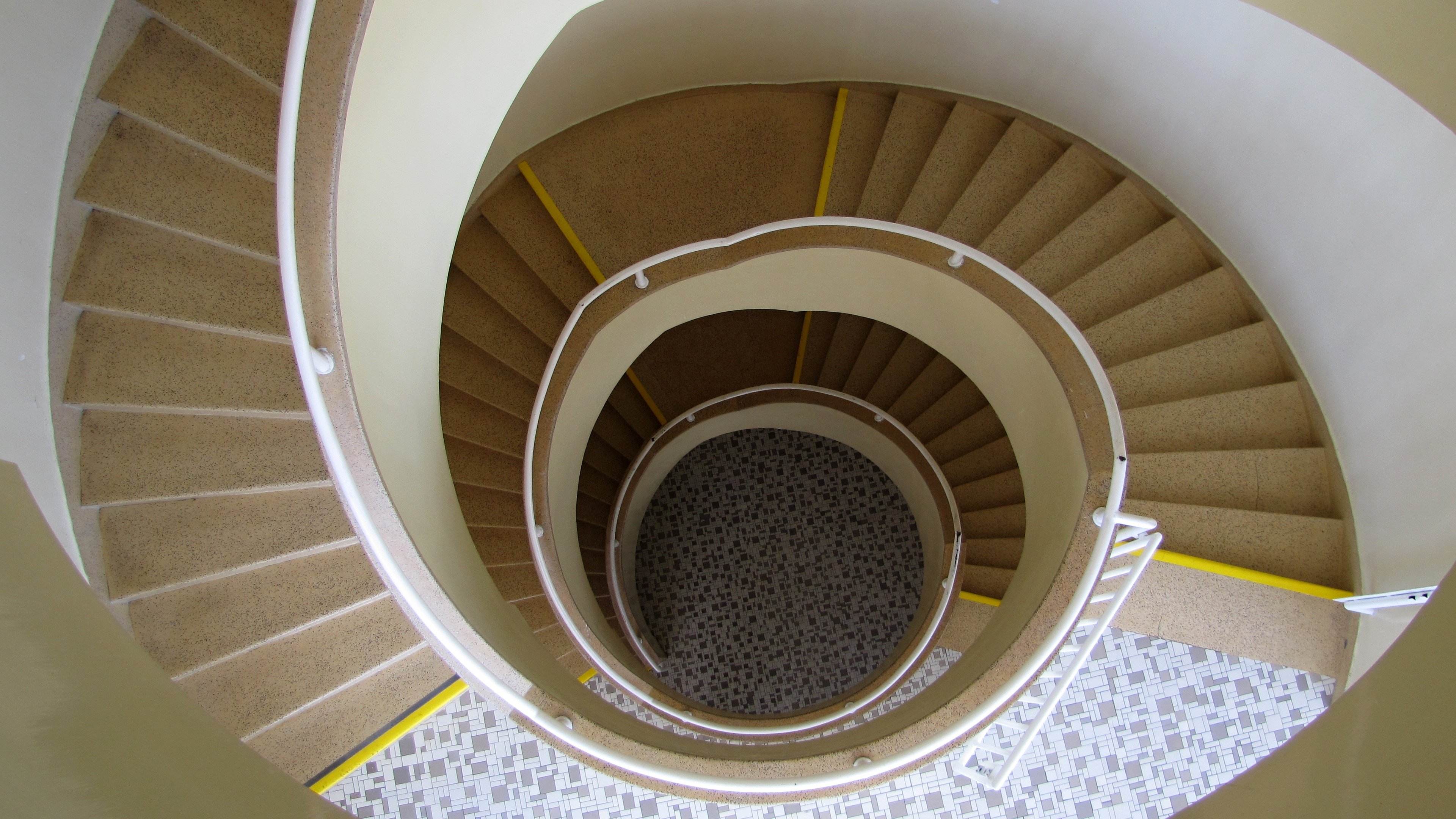
Pravotočivé schodiště

### a) podle funkce
- hlavní
- vedlejší
- podřadná
- vyrovnávací
- nouzová (úniková, požární)

### b) podle umístění
- vnitřní – nachází se uvnitř budovy
- vnější – spojuje budovu s vnějším terénem
- terénní – vyrovnává dva výškové rozdíly mimo budovu

### c) podle půdorysného tvaru
- s rameny přímými
- s rameny zakřivenými
- s rameny smíšenými

### d) podle smyslu
- přímá
- pravotočivá
- levotočivá

### e) podle materiálu
- kámen
- cihla
- sklo
- beton
- dřevo
- ocel
- kombinovaná
- jiný materiál

### f) podle konstrukce

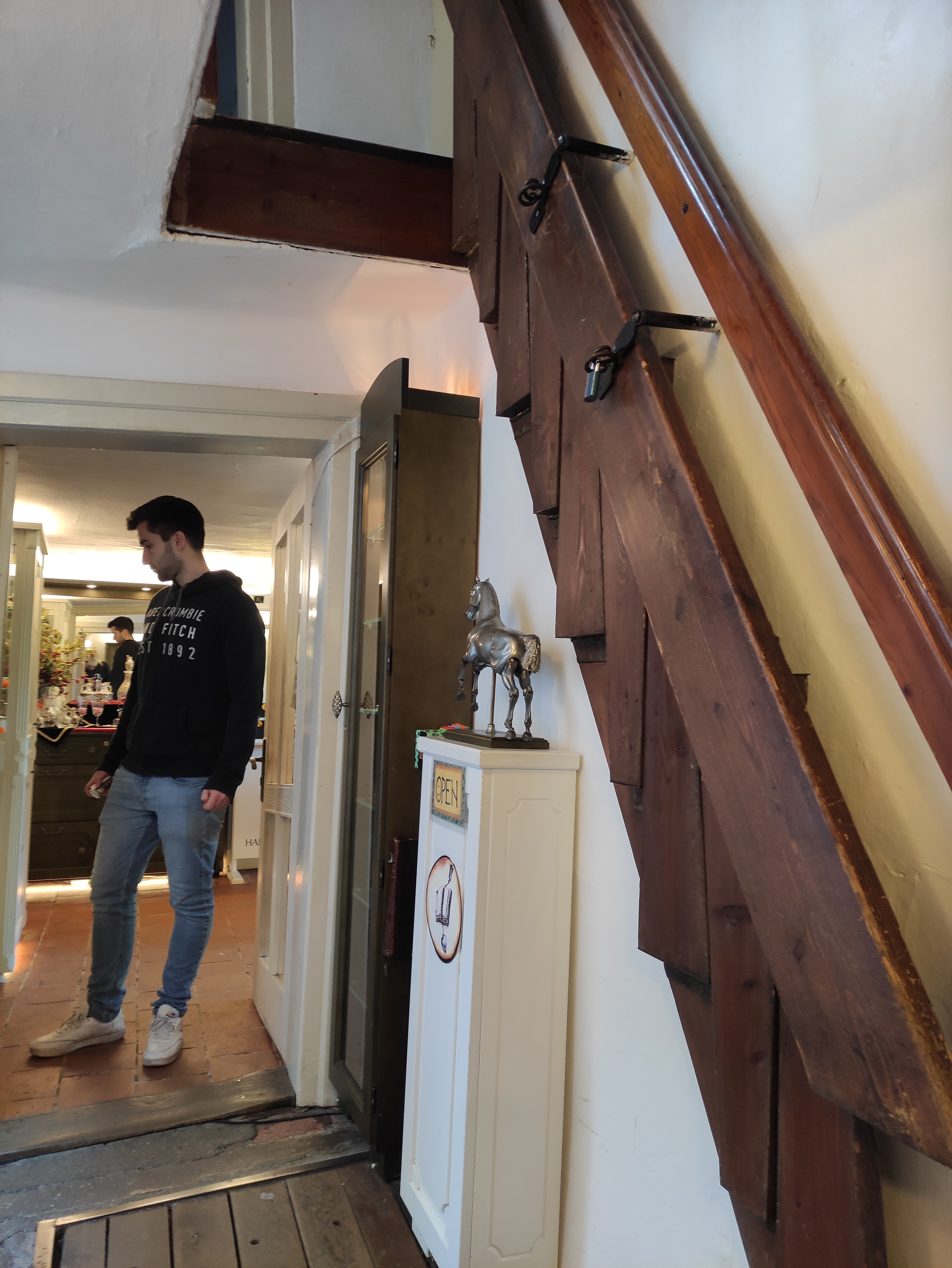
Složené dřevěné skládací schodiště (Zlatá ulička, Pražský hrad)

- s plně podporovanými stupni – pažená – podezděná – desková
- s oboustranně podporovanými stupni – schodnicová – vřetenová – visutá – zavěšená
- schodiště se stupni konzolovitě vetknutými
- schodiště se zvláštními stupni
- schodiště skládací (při nepoužívání zabírá minimální prostor)

### g) podle sklonu schodišťového stupně
- rampy – sklon od 0° do 7°
- rampová – sklon od 7° do 20°, výšky stupňů 80 – 130 mm
- mírná – sklon od 20° do 25°, výšky stupňů 130 – 150 mm
- běžná – sklon od 25° do 35°, výšky stupňů 150 – 180 mm
- strmá – sklon od 35° do 45°, výšky stupňů 180 – 250 mm
- žebříková – sklon od 45° do 58°
- skloněné žebříky – od 58° do 80°
- svislé žebříky – od 80° do 90°

Optimální sklon interiérového schodiště je cca 35°.

### h) podle odolnosti proti ohni
- hořlavá
- nesnadno hořlavá (dřevěná,která mají podhled omítnutý)
- nehořlavá (ocelová,kamenná,betonová)

### i) podle technologie provedení
- vyzdívaná
- monolitická
- svařovaná
- částečně montovaná
- plně montovaná z prefabrikovaných dílců

### Dřevěný materiál na schody
- borovice
- dub
- buk
- javor
- jasan
- akácie
- kaučukovník
- merbau
- iroko
- padouk
- massaranduba